# Pilviškiai
Pilviškiai (polonais Pilwiszki, yiddish פילווישאָק Pilveshok) est un village de la Municipalité du district de Vilkaviškis dans l'Apskritis de Marijampolė en Lituanie.

## Histoire
Le village est un centre intellectuel important du Judaïsme lituanien, le célèbre rabbin Yechiel Yaakov Weinberg y officia.
En août 1941, le village est le lieu d'exécutions de masse perpétrées par un Einsatzgruppen d'allemands et de nationalistes lituaniens. 300 à 350 hommes juifs sont assassinés ainsi que quelques douzaines de communistes dont un groupe de filles d'une organisation de jeunesse).

## Galerie

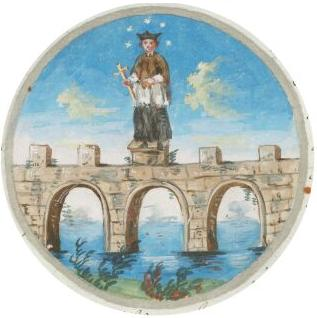
Ancien blason de la ville
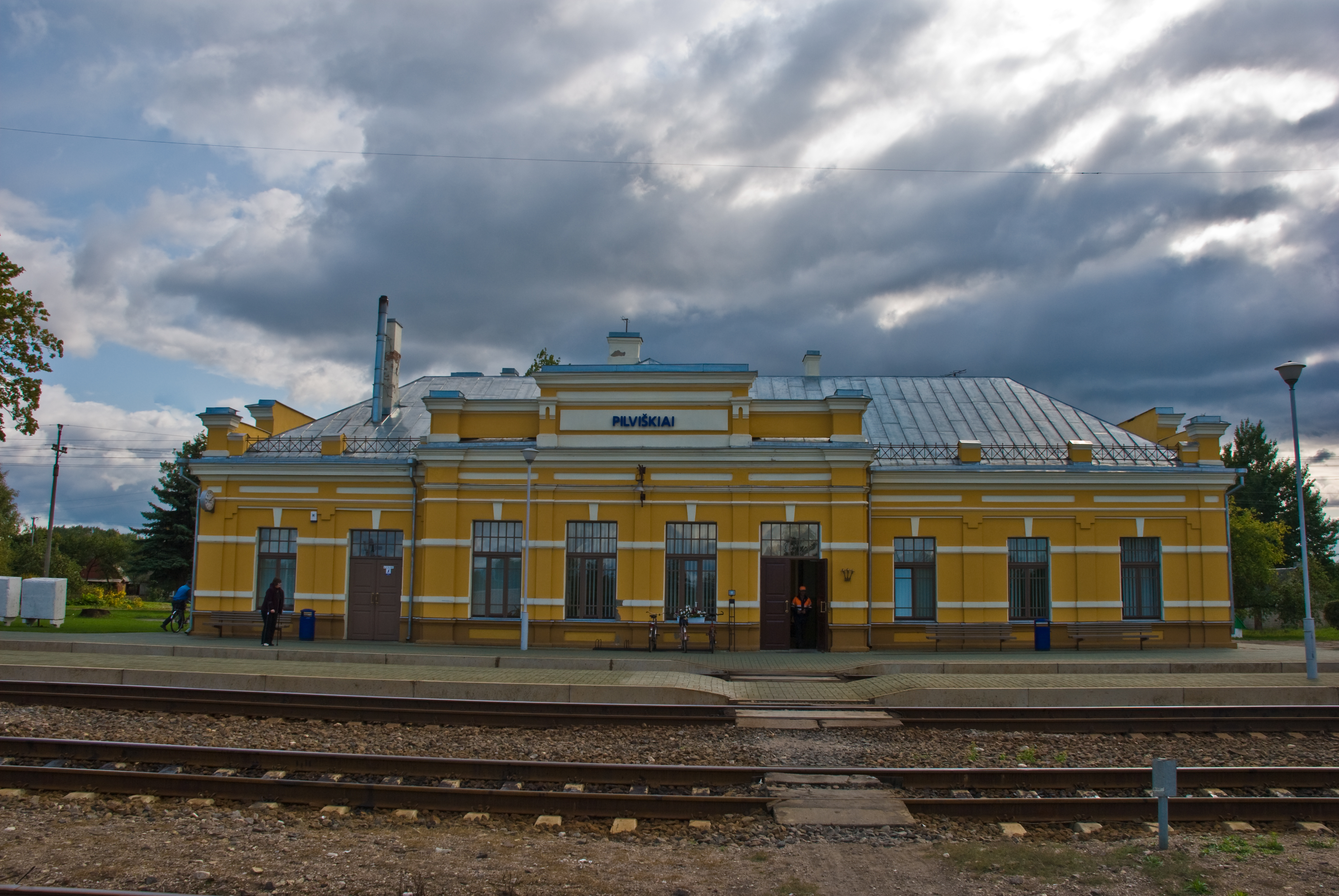
Gare de train
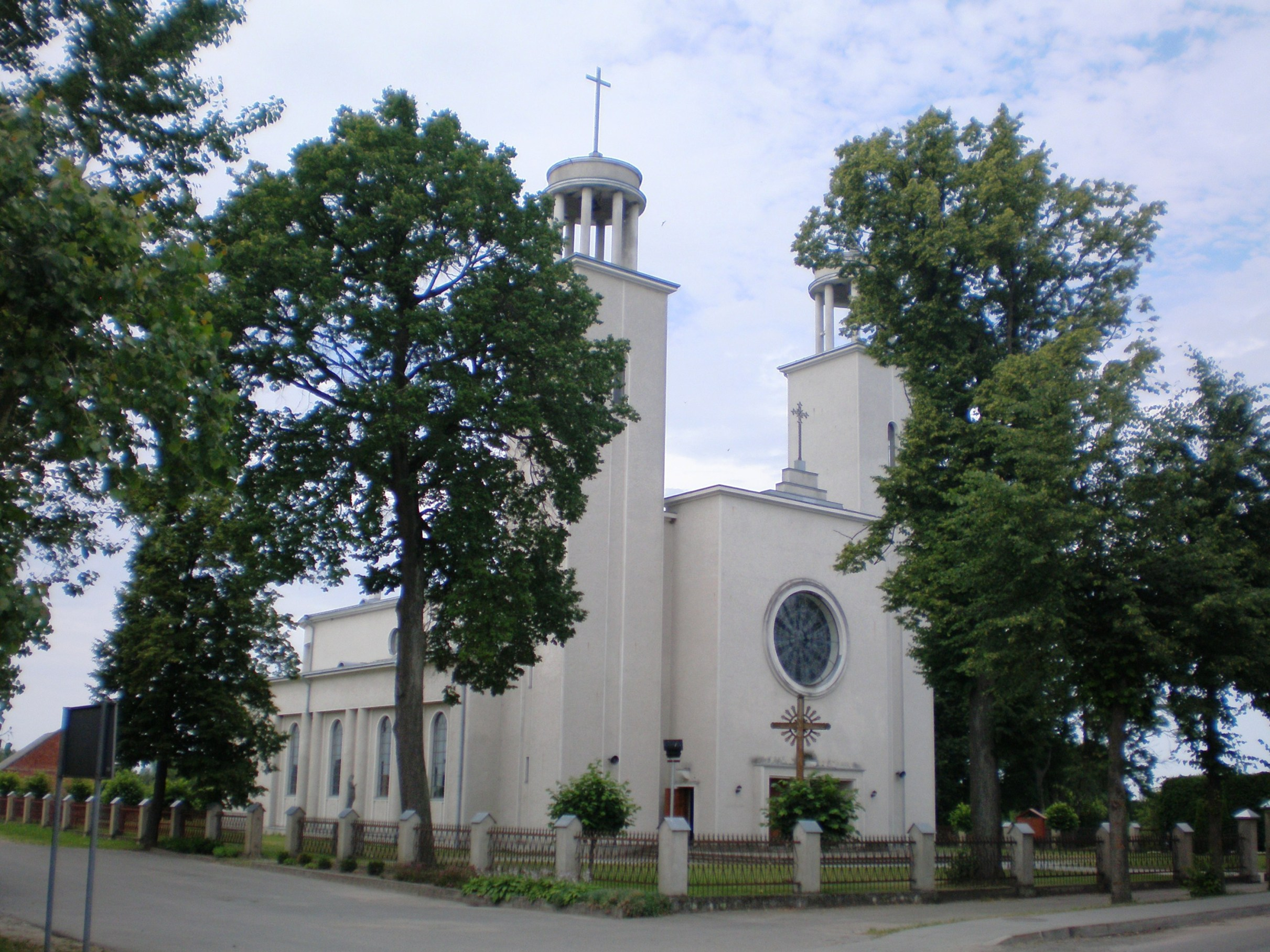
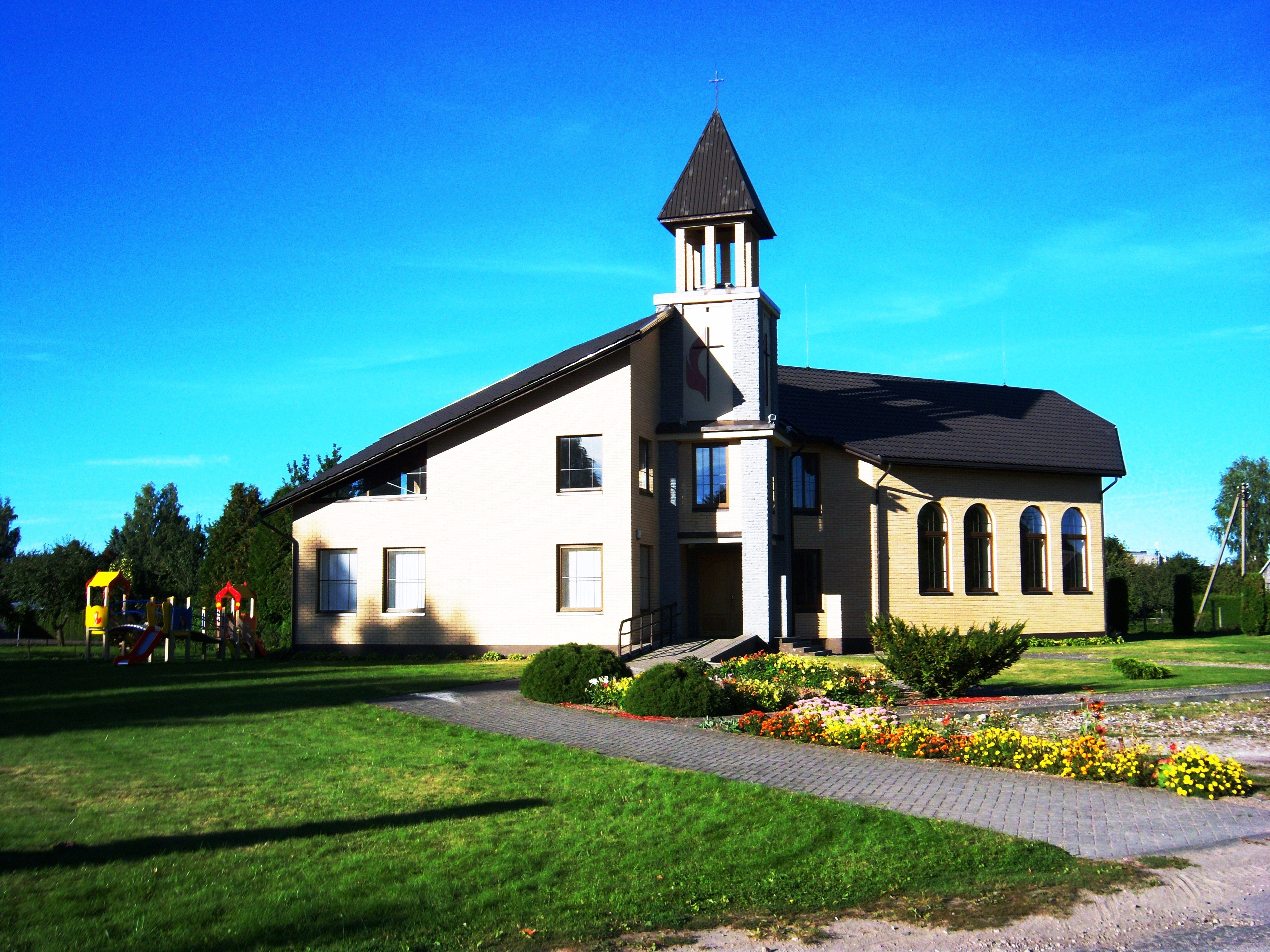
Église méthodiste